# Marga Legal
Marga Legal (18 de febrero de 1908 - 30 de octubre de 2001) fue una actriz y política alemana.

## Biografía
Su nombre completo era Margarete Legal. Nació en Berlín, Alemania, siendo su padre el actor e intendente teatral Ernst Legal. Gracias a su padre tuvo un contacto temprano con el teatro, pero a causa de que su abuelo era judío, en 1935 el régimen Nacionalsocialista le aplicó la ley laboral Berufsverbot. Por ello su verdadera carrera se inició tras la Segunda Guerra Mundial. A partir del año 1945 trabajó bajo la dirección de Fritz Wisten en el Theater am Schiffbauerdamm. En 1954 actuó un breve período en el reconstruido Volksbühne, y desde 1955 Marga Legal fue miembro de la compañía del Teatro Maxim Gorki.
Marga Legal fue una de las actrices más populares del cine y la televisión de la República Democrática de Alemania. Debido a su amplio gama de interpretaciones, fue una de las actrices alemanas más solicitadas, participando en casi cuarenta producciones cinematográficas y en más de 180 títulos televisivos. Entre los años 1974 y 1995 participó en 27 episodios de la serie televisiva Polizeiruf 110.
La actriz fue también políticamente activa, uniéndose en 1948 a la Federación Democrática de Mujeres de Alemania y a la Asociación Cultural de la RDA, convirtiéndose en 1952 en miembro del Partido Socialista Unificado de Alemania. Entre 1953 y 1957 fue también miembro de la junta de distrito de Berlín del Sindicato Artístico, entre 1954 y 1958 formó parte del Ayuntamiento de Berlín, y desde 1967 hasta 1971 fue representante de Berlín en la Cámara Popular. 
Marga Legal siguió actuando hasta su vejez. La actriz, que en sus últimos años se encontraba muy discapacitada, falleció en el año 2001, a los 93 años de edad, a causa de un accidente de tráfico ocurrido en el barrio berlinés de Weißensee. Había estado casada con el actor Heinz Klevenow, naciendo fruto de su relación un hijo, el también actor y director teatral Heinz Klevenow junior.

## Filmografía (selección)
- 1952 : Das verurteilte Dorf
- 1954 : Alarm im Zirkus
- 1955 : Wer seine Frau lieb hat
- 1956 : Die Abenteuer des Till Ulenspiegel
- 1956 : Eine Berliner Romanze
- 1956 : Zwischenfall in Benderath
- 1957 : Schlösser und Katen
- 1958 : Klotz am Bein
- 1958 : Nur eine Frau
- 1959 : Ehesache Lorenz
- 1959 : Ware für Katalonien
- 1960 : Das Leben beginnt
- 1961 : Fünf Tage – Fünf Nächte
- 1962 : Königskinder
- 1962 : Der Kinnhaken
- 1964 : Preludio 11
- 1967 : Die Fahne von Kriwoj Rog
- 1968 : Leben zu zweit
- 1970 : Mein lieber Robinson
- 1972 : Die Bilder des Zeugen Schattmann (Fernsehserie)
- 1972 : Die Legende von Paul und Paula
- 1973 : Die sieben Affären der Doña Juanita (miniserie TV)
- 1974 : Polizeiruf 110 (serie TV), episodio Konzert für einen Außenseiter
- 1974 : Das Geheimnis des Ödipus (TV)
- 1974 : Der nackte Mann auf dem Sportplatz
- 1975 : Polizeiruf 110 , episodio Der Mann
- 1975 : Schwester Agnes (TV)
- 1976 : Polizeiruf 110 , episodio Schwarze Ladung
- 1976 : Konzert für Bratpfanne und Orchester
- 1976 : Polizeiruf 110 , episodio Eine fast perfekte Sache
- 1977 : Schach von Wuthenow (TV)
- 1977 : Polizeiruf 110, episodio Vermißt wird Peter Schnok
- 1977 : Polizeiruf 110, episodio Kollision
- 1977 : Polizeiruf 110, episodio Des Alleinseins müde
- 1979 : Herbstzeit (TV)
- 1980 : Polizeiruf 110, episodio Der Hinterhalt
- 1980 : Unser Mann ist König (miniserie TV)
- 1981 : Polizeiruf 110, episodio Der Teufel hat den Schnaps gemacht
- 1982 : Die dunklen Jahre
- 1983 : Insel der Schwäne
- 1983 : Polizeiruf 110, episodio Eine nette Person
- 1984 : Sachsens Glanz und Preußens Gloria (TV)
- 1984 : Polizeiruf 110, episodio Im Sog
- 1984 : Polizeiruf 110, episodio Schwere Jahre (2 partes)
- 1985 : Außenseiter (TV)
- 1985 : Polizeiruf 110, episodio Treibnetz
- 1986 : Polizeiruf 110, episodio Mit List und Tücke
- 1986 : Polizeiruf 110, episodio Ein großes Talent
- 1987 : Käthe Kollwitz – Bilder eines Lebens
- 1987 : Einzug ins Paradies (serie TV)
- 1987 : Polizeiruf 110, episodio Im Kreis
- 1987 : Polizeiruf 110, episodio Die alte Frau im Lehnstuhl
- 1987 : Polizeiruf 110, episodio Die letzte Kundin
- 1987 : Der Geisterseher (TV)
- 1987 : Kiezgeschichten (serie TV)
- 1988 : Fallada – Letztes Kapitel
- 1988 : Polizeiruf 110, episodio Der Mann im Baum
- 1989 : Polizeiruf 110, episodio Der Wahrheit verpflichtet
- 1989 : Polizeiruf 110, episodio Katharina
- 1990 : Polizeiruf 110, episodio Ball der einsamen Herzen
- 1992 : Das große Fest (TV)
- 1992 : Das war der wilde Osten
- 1994 : Liebling Kreuzberg (serie TV), episodio Weiche Landung
- 1995 : Tatort (serie TV), episodio Ein ehrenwertes Haus
- 1995 : Polizeiruf 110, episodio Alte Freunde
- 1995 : Polizeiruf 110, episodio Grawes letzter Fall
- 1997 : Tatort, episodio Gefährliche Übertragung

## Teatro
- 1947 : L. Scheinin/Gebrüder Tur: Oberst Kusmin, dirección de Robert Trösch (Theater am Schiffbauerdamm)
- 1950 : Serguéi Mijalkov: Golowin und seine Wandlung, dirección de Inge von Wangenheim (Theater am Schiffbauerdamm)
- 1952 : Peter Karvaš: Menschen unserer Straße, dirección de Gottfried Herrmann (Theater am Schiffbauerdamm)
- 1953 : Nikolái Gógol: Die Heirat, dirección de Franz Kutschera (Theater am Schiffbauerdamm)
- 1954 : León Tolstói: Ana Karenina, dirección de Werner Stewe (Volksbühne)
- 1954 : Máximo Gorki: Dostigajew und andere, dirección de Maxim Vallentin (Teatro Maxim Gorki de Berlín)
- 1955 : Erich Blach: Sturmflut, dirección de Gerhard Wolfram (Teatro Maxim Gorki de Berlín)
- 1956 : Oleksandr Kornijtschuk: Vertrauen, dirección de Maxim Vallentin (Teatro Maxim Gorki de Berlín)
- 1956 : Dimitrij Stscheglow: Geburtstag, dirección de Wilhelm Gröhl (Teatro Maxim Gorki de Berlín)
- 1957 : Georg Kaiser: David und Goliath, dirección de Gerhard Klingenberg (Teatro Maxim Gorki de Berlín)
- 1957 : Gert Weymann: Generationen, dirección de Gert Beinemann (Teatro Maxim Gorki de Berlín)
- 1957 : Leonid Rachmanow: Stürmischer Lebensabend, dirección de Werner Schulz-Wittan (Teatro Maxim Gorki de Berlín)
- 1959 : Máximo Gorki: Feinde, dirección de Hans Dieter Mäde (Teatro Maxim Gorki de Berlín)
- 1961 : Ewan MacColl: Unternehmen Ölzweig, dirección de Horst Schönemann (Teatro Maxim Gorki de Berlín)
- 1961 : Heinrich von Kleist: El cántaro roto, dirección de Maxim Vallentin (Teatro Maxim Gorki de Berlín)
- 1961 : Ewan MacColl: Rummelplatz, dirección de Hans Dieter Mäde (Teatro Maxim Gorki de Berlín)
- 1963 : Rainer Kerndl: Seine Kinder, dirección de Horst Schönemann (Teatro Maxim Gorki de Berlín)
- 1965 : Curt Goetz: Hokuspokus, dirección de Ottofritz Gaillard (Volksbühne)
- 1969 : Michail Filippowitsch Schatrow: Bolschewiki, dirección de Fritz Bornemann (Teatro Maxim Gorki de Berlín)
- 1980 : Federico García Lorca: La casa de Bernarda Alba, dirección de Piet Drescher (Deutsches Theater de Berlín)
- 1985 : Svetlana Aleksiévich: Der Krieg hat kein weibliches Gesicht, dirección de Kurt Veth (Palacio de la República)

## Radio
- 1951 : Karl-Georg Egel: Einer von unseren Tagen, dirección de Gottfried Herrmann (Berliner Rundfunk)
- 1951 : Heinrich von Kleist: El cántaro roto, dirección de Werner Wieland (Berliner Rundfunk)
- 1953 : Friedrich Karl Kaul: Aktevermerk F, dirección de Peter Brang (Berliner Rundfunk)
- 1954 : Günther Rücker: Zehn Jahre später, dirección de Günther Rücker (Rundfunk der DDR)
- 1957 : A. G. Petermann: Die Hunde bellen nicht mehr, dirección de Theodor Popp (Rundfunk der DDR)
- 1958 : Pavel Kohout: So eine Liebe, dirección de Erich-Alexander Winds (Rundfunk der DDR)
- 1958 : Henrik Ibsen: Stützen der Gesellschaft, dirección de Erich-Alexander Winds (Rundfunk der DDR)
- 1958 : Peter Erka: Autos machen Leute, dirección de Werner Wieland (Rundfunk der DDR)
- 1962 : Rolf Schneider: 25. November. New York, dirección de Helmut Hellstorff (Rundfunk der DDR)
- 1963 : Gerhard Jäckel: Die Wahnmörderin, dirección de Wolfgang Brunecker (Rundfunk der DDR)
- 1964 : Heinz von Cramer: Die Ohrfeige, dirección de Hans Knötzsch (Rundfunk der DDR)
- 1970 : Hans Christian Andersen: El patito feo, dirección de Dieter Scharfenberg (Litera)
- 1971 : Maximilian Scheer: Der Weg nach San Rafael, dirección de Wolfgang Schonendorf (Rundfunk der DDR)
- 1971 : Gerhard Rentzsch: Das Amulett (6 partes), dirección de Wolf-Dieter Panse (Rundfunk der DDR)
- 1977 : Carlos Coutinho: Die letzte Woche vor dem Fest, dirección de Helmut Hellstorff (Rundfunk der DDR)
- 1978 : Erika Runge: Die Verwandlungen einer fleißigen, immer zuverlässigen und letzlich unauffälligen Chefsekretärin, dirección de Peter Groeger (Rundfunk der DDR)
- 1979 : Wibke Martin: Die Bürgen, dirección de Joachim Staritz (Rundfunk der DDR)
- 1981 : Günter Eich: Träume, dirección de Peter Groeger (Rundfunk der DDR)
- 1982 : Valentin Rasputin: Matjora, dirección de Fritz Göhler (Rundfunk der DDR)
- 1984 : Hans Fallada: Der Pechvogel, dirección de Manfred Täubert (Rundfunk der DDR)